# Cinnamomum cordatum
Cinnamomum cordatum är en lagerväxtart som beskrevs av André Joseph Guillaume Henri Kostermans. Cinnamomum cordatum ingår i släktet Cinnamomum och familjen lagerväxter. Inga underarter finns listade i Catalogue of Life.